# كوبا أمريكا تحت 20 سنة 2007
كوبا أمريكا تحت 20 سنة 2007 (بالإسبانية: Campeonato Sudamericano de Fútbol Sub-20 de 2007)‏ هو الموسم 23 من كوبا أمريكا تحت 20 سنة. أشرف على تنظيمه كونميبول، وكان عدد الأندية المشاركة فيه 10، وفاز فيه منتخب البرازيل تحت 20 سنة لكرة القدم.